# Vervolging van mensen met albinisme
Vervolging van mensen met albinisme is gebaseerd op het geloof dat bepaalde lichaamsdelen van mensen met albinisme magische krachten bezitten.
Dit bijgeloof, dat aanwezig is in sommige delen van Oost-Afrika, wordt verkondigd en uitgebuit door medicijnmannen en anderen die dergelijke lichaamsdelen gebruiken als ingrediënten in rituelen, brouwsels en drankjes met de bewering dat de magische krachten voorspoed zullen brengen aan de gebruiker. Als gevolg daarvan worden mensen met albinisme vervolgd, vermoord en in stukken gesneden. Begraven albino's worden weer opgegraven en ontheiligd. Ook worden mensen met albinisme verbannen en zelfs gedood om precies de tegenovergestelde reden, namelijk omdat ze geacht worden te kunnen vervloeken en ongeluk te brengen.